# Grătar (gastronomie)

Grătar sau Barbeque în engleză, este un termen folosit cu variații regionale și naționale semnificative pentru a descrie diferite metode de gătit care folosesc foc și fum pentru a găti mâncarea. Termenul este, de asemenea, aplicat în general dispozitivelor asociate cu acele metode, meselor și adunărilor la care acest stil de mâncare gătită. Metodele de gătit asociate cu grătar variază semnificativ, dar majoritatea implică gătit în aer liber.

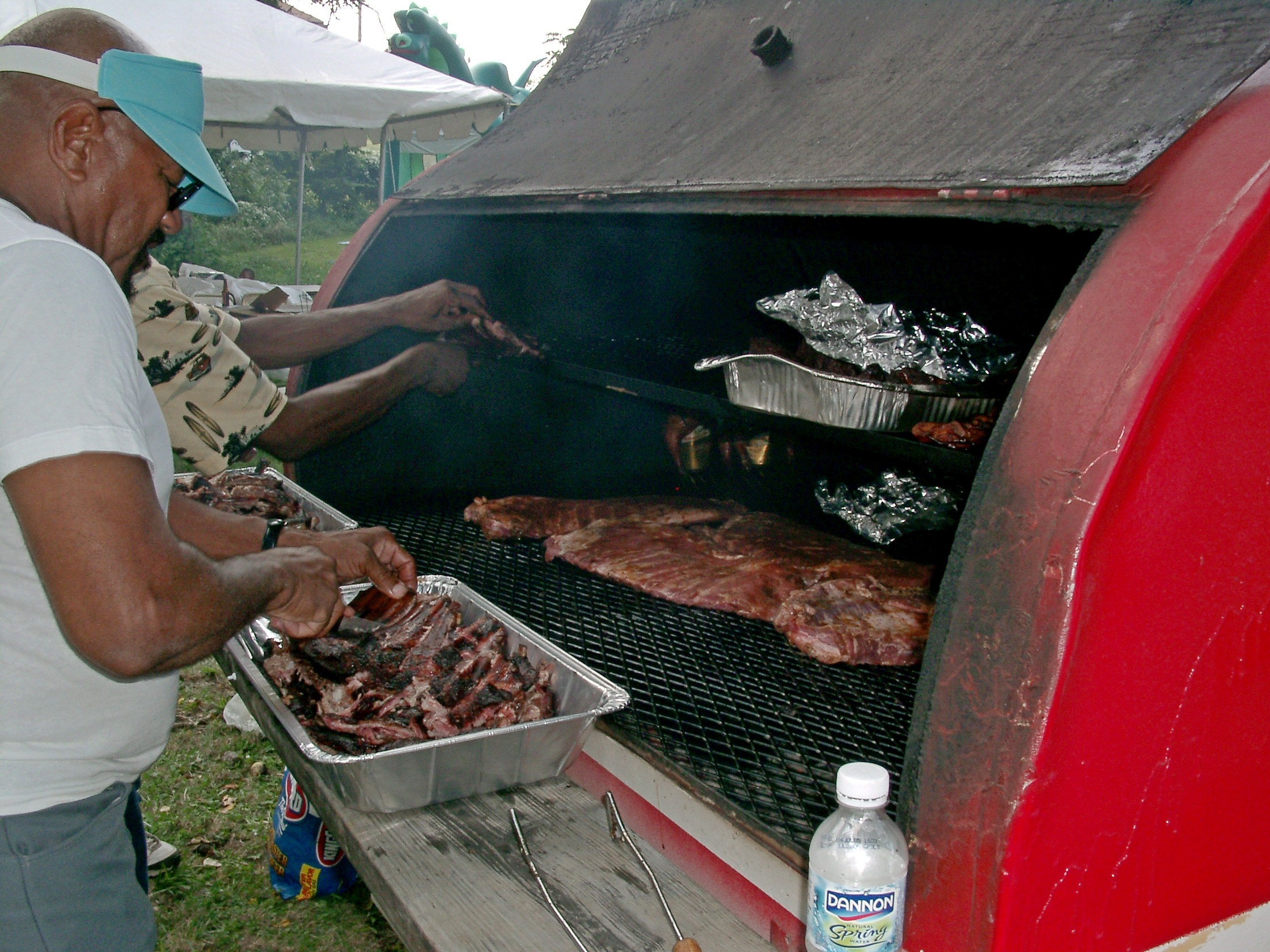
Friptură pe grătar

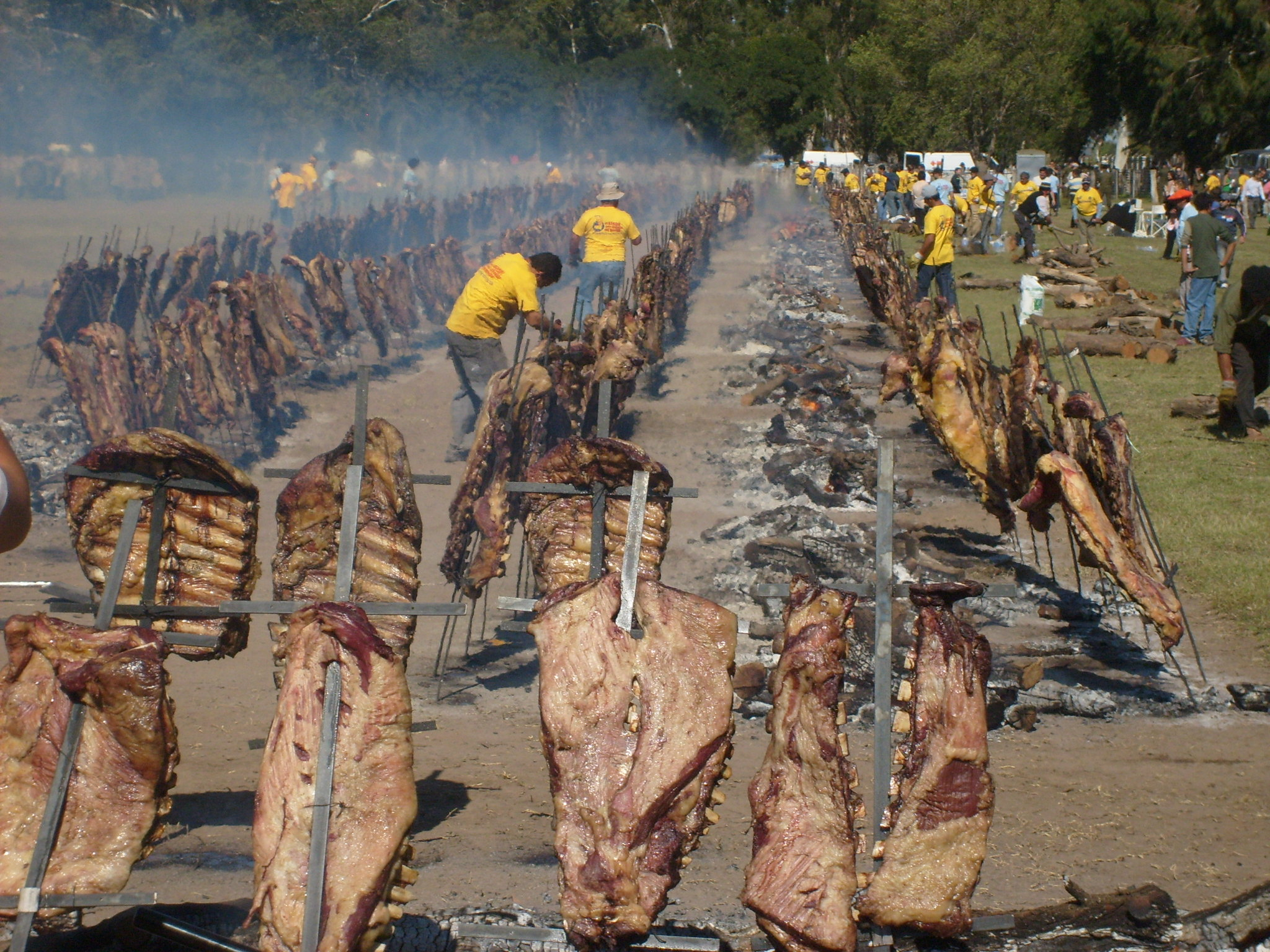
Grătar în Patagonia, Argentina

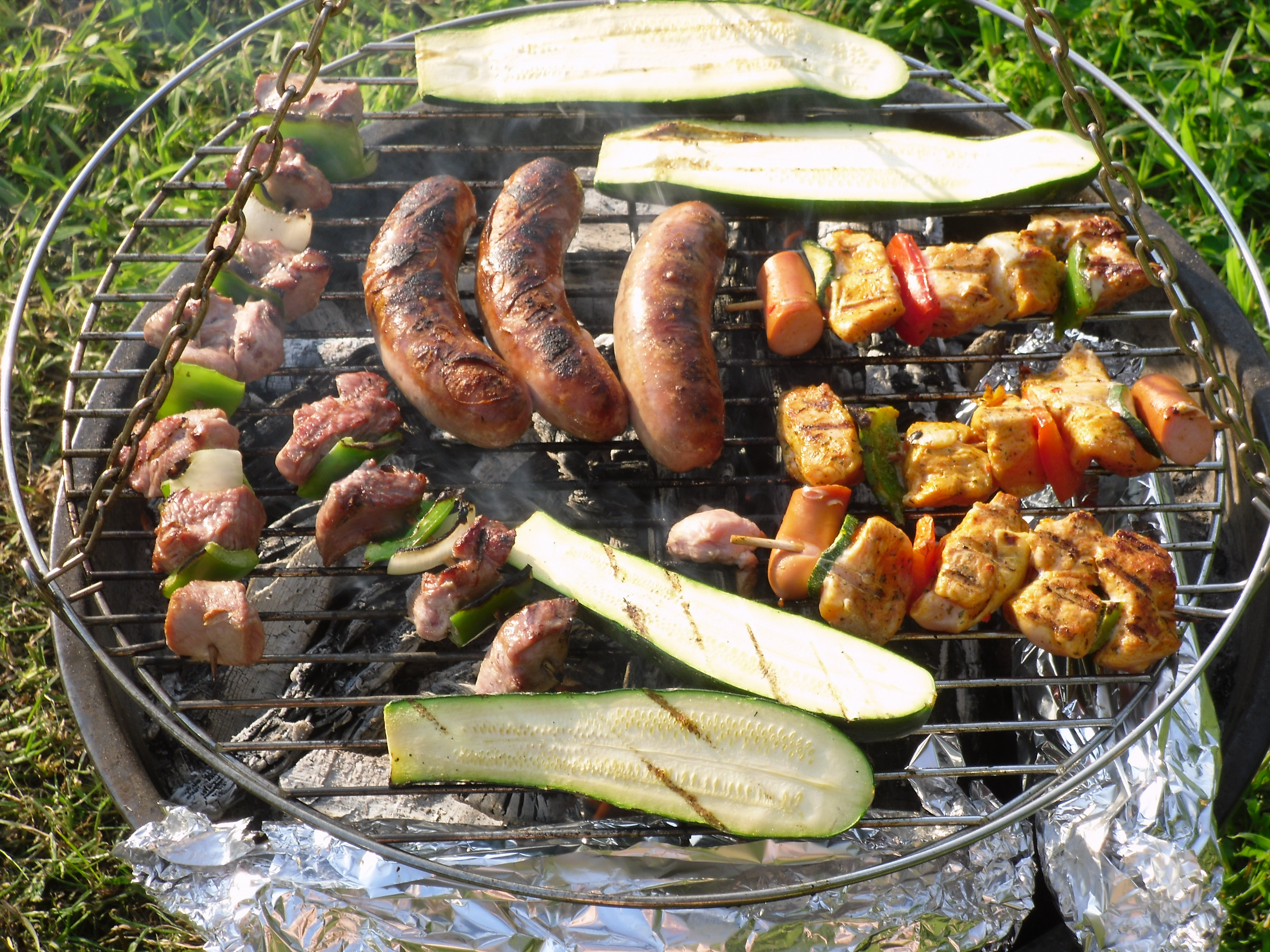
Preparate pe grătar

Frigerea sau prepararea pe grătar este o metodă de preparare a unor alimente precum carnea, peștele, preparatele din carne (precum cârnații sau micii), legumele, frigăruile. Această metodă de preparare a hranei s-a răspândit în întreaga lume odată cu descoperirea focului.
Sunt nenumărate rețete de preparate la grătar care diferă de la o zonă la alta, ba chiar și modalitatea de a face focul diferă. Imaginația este limitată doar de capacitatea de procurare a ingredientelor și a materialelor prime necesare.